# Ektomorf
Ektomorf — грув-метал-гурт з Угорщини.
Ektomorf заснував Золтан "Золі" Фаркаш в 1993 році у невеликому угорському містечку Мезуковачхаза, недалеко від румунського кордону. У теперішньому складі "Золі" - автор пісень і натхненник гурту - єдиний, хто залишився із першого складу. Прорив гурту стався тоді, коли Ektomorf розпочав співпрацю з данським продюсером Tue Madsen’ом в 2003 році. 14 травня 2025 відбувся концерт гурту у Москві у клубі 1930

## Учасники
- Золтан Фаркаш — спів, гітара (1994-)
- Томаш Шротнер — гітара (2004-)
- Саболч Мурвай — бас (2008-)
- Руберт Якша — ударні (2011-)

### Колишні учасники
- Чаба Фаркаш — бас (1994—2008)
- Южеф Сокач — ударні (1998—2009)
- Чаба Тернован — ударні (1994—1998)
- Мігай Йоно — гітара (1994—1997, 1998-2000)
- Бела Маркштейнер — гітара (1997—1998)
- Ласло Ковач — гітара (2000—2002)
- Ґерґей Торін — ударні (з 2010)

## Дискографія
Демо
- Holocaust (1994)
- A Romok Alatt (1995)

Студійні альбоми
- Hangok (1996)
- Ektomorf (1998)
- Kalyi Jag (2000)
- Felüvöltök az ègbe (2002)
- I Scream Up to the Sky (2002)
- Destroy (2004)
- Instinct (2005)
- Outcast (2006)
- What Doesn't Kill Me... (2009)
- Redemption (2010)
- Black Flag (2012)
- Retribution (2014)
- Aggressor (2015)
- Fury (2018)
- Reborn (2021)
- Vivid Black  (2023)

Концертні альбоми
- Live and Raw: You Get What You Give (2006)
- Warpath (Live) (2017)

EP/Singles
- Destroy (Single) (2004)
- Outcast/IChoke (Single) (2006)
- The Gipsy Way (2010)
- Evil by Nature (2015)
- Brotherhood Man (Tribute to Lemmy) (2016)
- Ak 47 (Single) (2018)
- Eternal Mayhem (Single) (2018)
- Heart-Shaped Box (Single) (2023)
- I'm Your Last Hope (The Rope Around Your Neck) (Single) (2023)

Акустичні альбоми
- The Acoustic (2012)

## Відеокліпи
- "A Romok Alatt"
- "Nem Engedem"
- "Testvérdal"
- "I Know Them"
- "Destroy"
- "Set Me Free"
- "Show Your Fist"
- "Outcast"
- "I Choke"
- "It's Up to You"
- "Last Fight"
- "Sea of My Misery"
- "The One"
- "To Smoulder"
- "Unscarred"
- "Black Flag"
- "Numb and Sick"
- ''Heart-Shaped Box'' (cover)